# حزب الوسيط السياسي
حزب الوسيط السياسي هو حزب جزائري، مؤسسه ورئيسه لعروسي رويبات أحمد؛ مستشار سابق لوسيط الجمهورية وسياسي ومناضل قديم في حزب جبهة التحرير الوطني.

## تاريخ
تأسيس الحزب تم بموجب المؤتمر التأسيسي المنعقد في الكاليتوس – الجزائر بتاريخ 15/09/2012، حضر المؤتمر التأسيسي 29 ولاية، فوق العدد المشروط في 16 ولاية وفقا للقانون، فجاءت المشاركة أوسع. انبثقت عن المؤتمر التأسيسي قيادة سياسية تتكون من رئيس ومكتب سياسي ودائرة سياسية مركزية من مائة وتسعة (109) عضوا لا يوجد أي منهم دون المستوى الجامعي وقد اعتمد الحزب بتاريخ 04/10/2012 أي قبل الانتخابات المحلية بحوالي الشهرين وهو حاضر الآن على مستوى 37 ولاية ، 25 منها ناشطة والباقي نحن بصدد البحث عن إطارات جامعية لتولي قيادة وتسيير الحزب على مستوى هذه الولايات والتمثيل الوطني في عصر لا يؤمن بالرداءة ويبحث عن المنافسة النوعية شكلا ومضمونا.

## روابط خارجية
- حوار مع ريس الحزب
- الموقع الرسمي للحزب